# Semperit

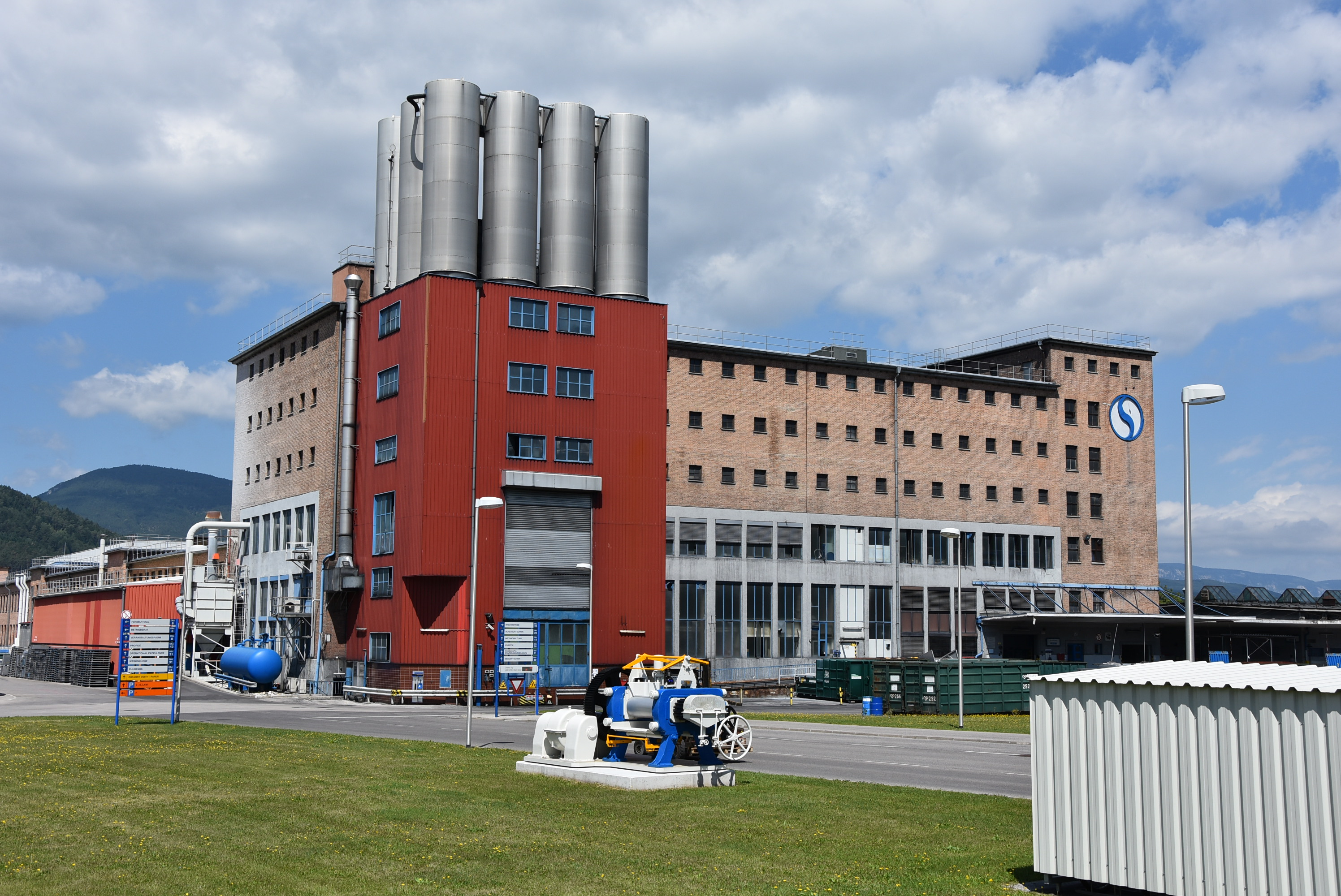
Gebäude der Semperit AG in Wimpassing im Schwarzatale (August 2017)

Die Semperit AG ist ein börsennotiertes österreichisches Unternehmen der Gummiindustrie und ehemals bedeutender Reifenhersteller. Semperit entstand 1912 durch einen Zusammenschluss verschiedener Fabriken; die Ursprünge liegen in einem 1824 von Johann Nepomuk Reithoffer gegründeten Unternehmen.

## Semperit-Gruppe
Als ein international tätiges Unternehmen der Kautschuk- und Kunststoffindustrie ist die börsennotierte Semperit Gruppe mit zahlreichen Produktionsbetrieben und Vertriebsniederlassungen in Europa, Asien und Amerika vertreten.
Im Sektor Industrie produziert und vertreibt Semperit
- Hydraulik- und Industrieschläuche
- Förderbänder, Rolltreppen-Handläufe, Bauprofile, Seilbahnringe, Schifolien und Produkte für den Eisenbahnoberbau.

Etwa 4.600 Mitarbeiter, davon ungefähr 700 in Österreich, waren 2019 bei der Semperit Holding in folgenden Tochterfirmen: Sempermed, Semperflex, Semperform und Sempertrans, beschäftigt. In Österreich ist der Firmensitz in Wien, die Produktionsstätte in Wimpassing im Schwarzatale in Niederösterreich ist das Stammwerk, das 1850 von Johann Nepomuk Reithoffer, der die Produktion seiner 1824 in Wien gegründeten Kautschukfabrik nach Wimpassing verlegte, erbaut wurde. In Thailand gehörte bis 2020 die weltweit größte Erzeugung für Untersuchungshandschuhe zum Konzern. Das sonstige Erzeugungsprogramm spannt einen weiten Bogen über die verschiedensten Gummierzeugnisse in weltweit 14 Produktionsstätten. Jeder zweite Handlauf von Rolltreppen auf der Welt stammt von Semperit.

## Geschichte

### Entstehung

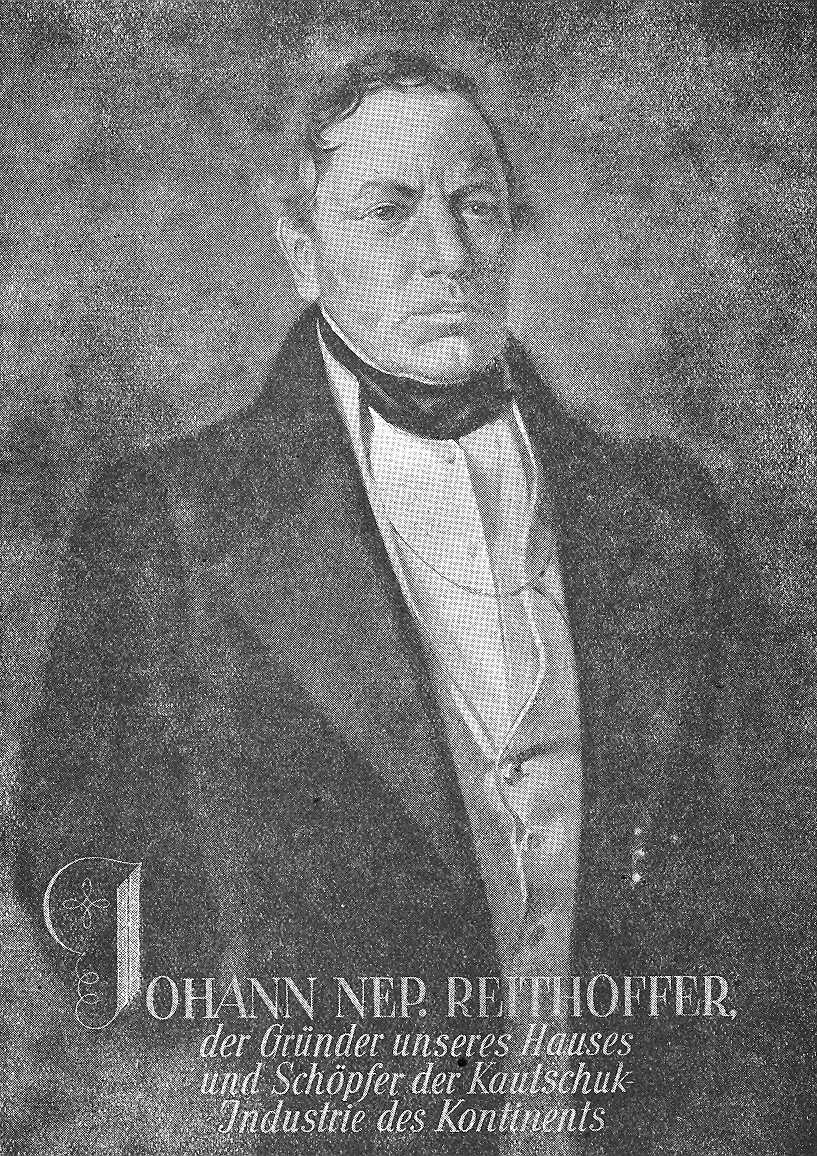
Johann Nepomuk Reithoffer

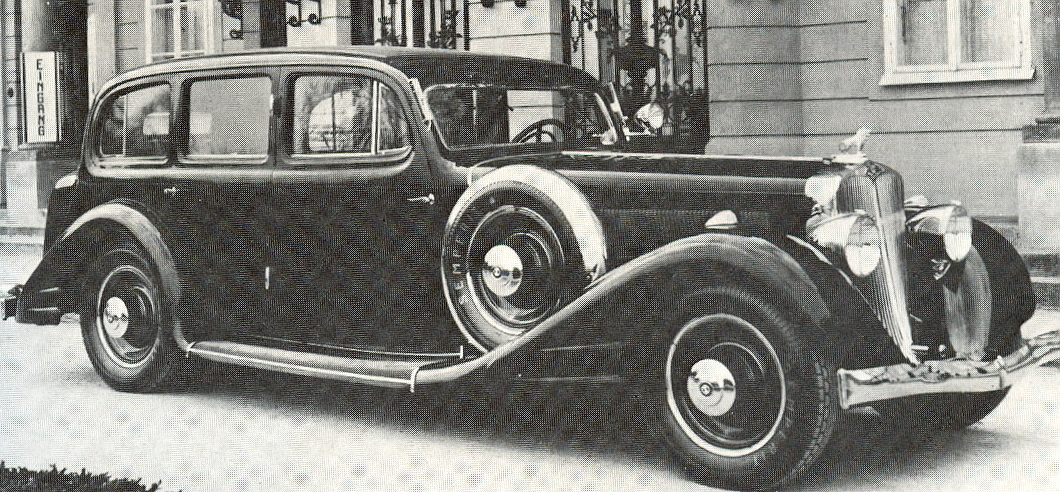
Gräf & Stift SP 8 Pullman mit Reifen von Semperit (1936)

Die Österreichisch-Amerikanische Gummifabrik-Aktiengesellschaft wurde 1889 vom Wiener Bankverein gemeinsam mit den Vorbesitzern und der Continental-Caoutchouc- und Guttapercha-Compagnie in Hannover zum Zwecke der Übernahme der seit 1861 unter der Firma Österr.-amerik. Gummiwaren-Fabrik von Schnek, Kohnberger & Mandl bestandenen Fabriken in Wien-Breitensee gegründet. 1890 gründete die Gesellschaft gemeinsam mit der Ungarischen Bank für Industrie und Handel die Ungarische Gummiwarenfabriks-Aktiengesellschaft. 1895 wurde die Gummifabrik des Hugo von Froreich in Vysočan bei Prag erworben. Die Prager Fabrik war 1897 bis 1904 Eigentum eines selbstständigen Aktienunternehmens. Der Rückkauf erfolgte 1904. 
Nach dem Ersten Weltkrieg wurde die Nationalisierung des tschechoslowakischen Betriebes durchgeführt. Die Anlage wurde in die neu errichtete Prager Gummifabrik Vysočany AG eingebracht.
Die Gesellschaft erwarb 1910 bzw. 1912 unter Führung von Camillo Castiglioni die Geschäftsanteile der Semperit Gummiwerke, GesmbH, die in Traiskirchen in Niederösterreich ihre Fabrik hatte. Die 1898 von dem Ungarn Josef Miskolczy (1858–1921) gegründete Gummiwarenfabrik Josef Miskolczy & Co., wurde 1909 in Semperit Gummiwerke GmbH umbenannt.  Der seit 1906 verwendete Markenname Semperit – eine Marketingschöpfung Miskolczys – bedeutet auf Latein „geht immer“ (semper it). Aus dem Anlass dieser Übernahme wurde die Firma in „Semperit“ Österreichisch-Amerikanische Gummiwerke AG umbenannt. 1912 erwarb die Gesellschaft Aktien der Asbest- und Gummiwerke Calmon. Diese Gesellschaft wurde in eine GesmbH umgewandelt, deren Anteile sich restlos im Besitze der Semperit befanden. Die von der Gesellschaft erworbenen Betriebe der Steinklammhofer Gummiwerke GesmbH, sowie der „Fama“ Gummiwerke AG wurden stillgelegt. 1923 erwarb die Gesellschaft von den Vereinigten Gummiwarenfabriken Harburg—Wien vormals Menier—J. N. Reithoffer in Harburg a. d. Elbe deren Fabrik in Wimpassing in Niederösterreich, welche in eine Aktiengesellschaft unter der Firma Vereinigte Gummiwarenfabriken Wimpassing vorm. Menier— J. N. Reithoffer umgewandelt wurde. Diese 1824 von Johann Nepomuk Reithoffer (1781–1872) gegründete Gummifabrik war die älteste Europas. 1923 gingen die Gummi- und Kabelwerke Josef Reithoffer’s Söhne in Wien und Steyr in den Besitz der Gesellschaft über und wurde in eine Aktiengesellschaft unter der Firma Gummi- und Kabelwerke Josef Reithoffer’s Söhne AG umgewandelt. Josef Reithoffer (1796–1858) hatte, nachdem er zuvor Leiter der Gummifabrik seines Halbbruders Johann Nepomuk in Wien gewesen war, 1832 eine eigene Gummifabrik gegründet. Dieses Unternehmen, das nach dem Tod seines Gründers in Gummi und Kabelwerke Josef Reithoffer's Söhne umbenannt wurde, stellte erfolgreich Reifen her. Wegen Rationalisierung wurden alle Abteilungen von Wien-Breitensee in die anderen Konzern-Betriebe übertragen und die Breitenseer Fabrik gänzlich stillgelegt. 1932 wurde der Betrieb der Gummi- und Kabelwerke Josef Reithoffer’s Söhne AG in Steyr stillgelegt und die Betriebsstätte der Asbest- und Gummiwerke Calmon GesmbH. geräumt und die gesamte Fabrikation in Traiskirchen und Wimpassing vereinigt. Im eigenen Werk in Traiskirchen wurden 1934 etwa 2000 Arbeiter beschäftigt und in der Hauptsache Bereifungen aller Art hergestellt. 
Der Semperit-Konzern umfasste sämtliche Aktien bzw. Anteile der Asbest- u. Gummiwerke Calmon GesmbH, Vereinigte Gummiwarenfabriken Wimpassing, Gummi und Kabelwerke Josef Reithoffers Söhne AG, Wimpassing, Kaucuk dd, Zagreb, Semperit SAR, Bukarest, ferner auch Aktien der Gummi- und Balatawerke „Matador“ AG, Bratislava, der Prager Gummifabrik Vysočany AG, der „Semperit“ polnische Gummiwerke AG, Krakau, sowie Anteile der „Semperit“ Jugoslavische Gummiwerke GmbH, Kranj.
1925 beschäftigte die Semperit rund 9000 Mitarbeiter an neun Standorten.

### Anschluss und Weltkrieg
Nach dem Anschluss Österreichs 1938 an das Deutsche Reich blieb Semperit formal selbstständig, wurde aber durch ein gegenseitiges Hilfsabkommen an die Continental AG aus Hannover gebunden, von dort erhielt sie Wissen und Maschinen. Mit Beginn des Zweiten Weltkrieges 1939 wurde Semperit auf Kriegswirtschaft umgestellt, so wurden neben Reifen auch Panzerketten produziert. Während des Krieges wurden verstärkt polnische Zwangsarbeiter eingesetzt, um Arbeitskräfte zu ersetzen und die Produktion aufrecht zuhalten. Der damalige Generaldirektor Franz Josef Messner wurde Ende März 1944 von der Gestapo verhaftet, da er einer Wiener Widerstandszelle angehört hatte, und am 23. April 1945 im KZ Mauthausen mit 39 weiteren Häftlingen durch den Kommandanten Franz Ziereis persönlich vergast.

### Der Wiederaufstieg
Nachdem die Rote Armee den größten Teil der Maschinen demontiert hatte, begann unter großen Schwierigkeiten im August 1945 die Wiederaufnahme der Produktion. Im Oktober 1945 waren 410 Mitarbeiter bei Semperit beschäftigt. 1951 waren die Schäden des Krieges behoben, bis 1972 konnte Semperit stark expandieren. Ende 1972 beschäftigte Semperit über 15.000 Mitarbeiter und war das zweitgrößte Unternehmen Österreichs.
Im Jahr 1972 kam auch wieder das Werk von Sava im slowenischen Kranj, das bereits früher zu Semperit gehörte und 1940 unter Kontrolle von Continental fiel, zurück an Semperit. Zur Gruppe gehörten aber auch Unternehmen, die nichts mit Reifen zu tun hatten, wie der Fensterhersteller Semperdur oder Perfekta. In Irland wurden Reifen für den Export nach Großbritannien, Skandinavien und in die USA erzeugt.
Mehrheitsaktionär der Semperit AG war seit Ende des Krieges die staatseigene Creditanstalt, die gleichzeitig auch als Hausbank fungierte. Dieser Mehrheitsaktionär sorgte auch für den Untergang der Semperit AG, da dieser für eine dauernde Unterfinanzierung sorgte. Die Creditanstalt ließ keine Kapitalerhöhung zu, sondern vergab selbst Kredite, mit der Folge, dass Semperit sich zunehmend verschuldete. Während Wachstumsphasen war das kein Problem, in Krisenzeiten konnten die Verbindlichkeiten jedoch nicht mehr gezahlt werden.

### Krise und Verkauf der Semperit-Reifensparte
1973 führte die erste Ölkrise zu Absatzschwierigkeiten auf dem Reifenmarkt und zu großen Verlusten bei Semperit. Daraufhin wurde eine Kooperation mit einer Michelin-Tochterfirma vereinbart und die Semkler AG gegründet. Doch die Hoffnungen erfüllten sich nicht und die Kooperation wurde 1979 wieder aufgelöst. Noch 1980 erhielt Semperit die Staatliche Auszeichnung und durfte damit das Bundeswappen im Geschäftsverkehr führen. Semperit machte weiterhin Schulden, bis der österreichische Staat einsprang und eine Kapitalerhöhung ermöglichte. Damit sollte das Unternehmen für einen Verkauf gestärkt werden. 1981 erzielte Semperit weltweit einen Jahresumsatz von 400 Millionen US-Dollar und hatte einen Weltmarktanteil bei Autoreifen von 1,4 Prozent. 1983 wurde eine Holding gegründet und Semperit in mehrere Teilfirmen aufgespalten, die dann sukzessive verkauft wurden.

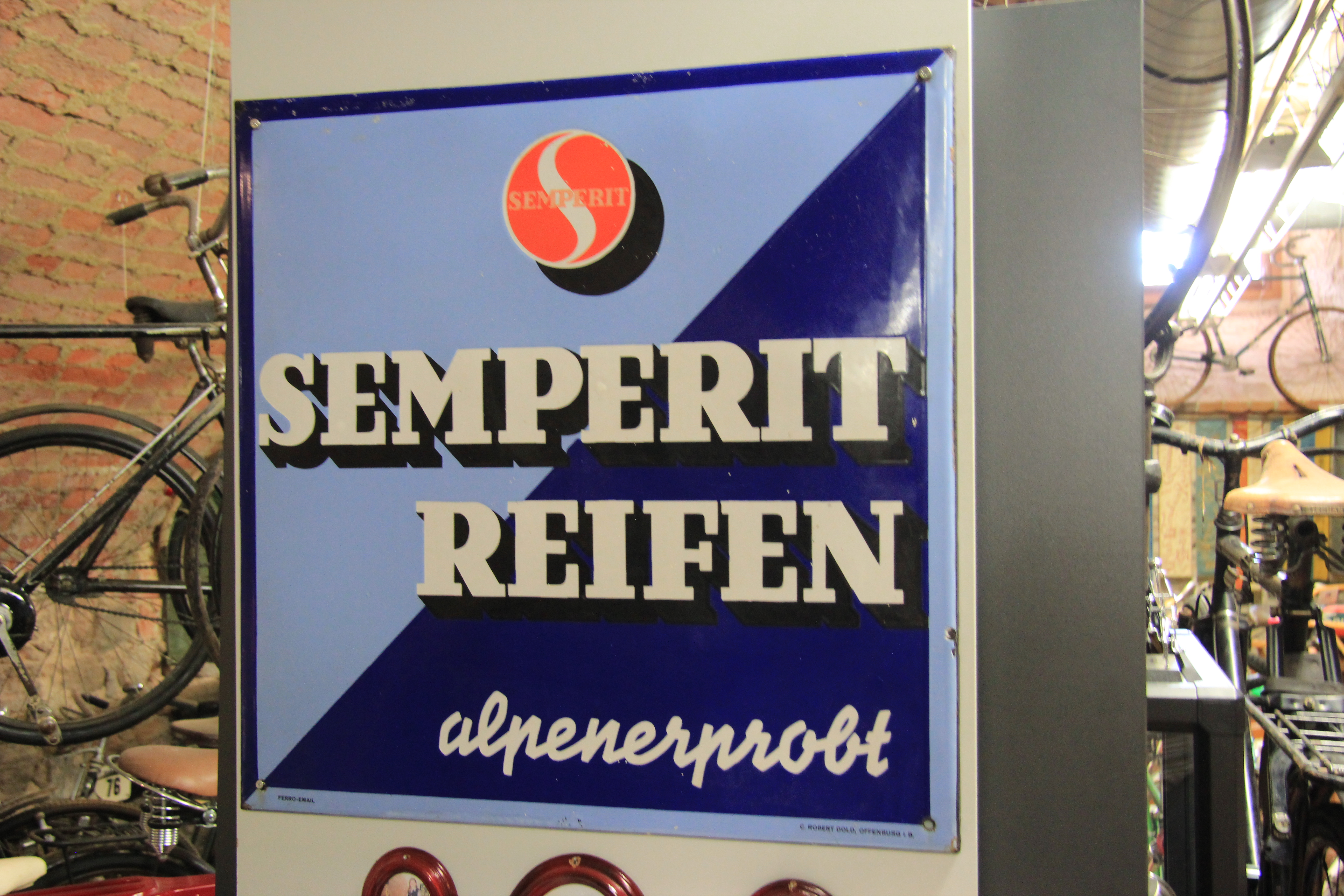
Alte Werbetafel für Semperit Reifen

Die Reifensparte wurde 1983 als Semperit Reifen Ges.m.b.H vollkommen verselbständigt und 1985, als sie wieder Gewinn erwirtschaftete, von der Creditanstalt an den Konkurrenten Continental verkauft. Continental garantierte den Bestand für die nächsten zehn Jahre. Über Semperit mit einem Exportanteil von 60 % nach Japan erhielt Continental einen Zugang zum japanischen Fahrzeugmarkt. Dieser fiel mit dem Beitritt zur europäischen Union jedoch weg, sodass in den folgenden Jahren die Belegschaft systematisch abgebaut wurde und 2002 die Reifenproduktion von Traiskirchen komplett nach Tschechien verlegt. Der letzte Reifen in Traiskirchen wurde am 18. Juli 2002 hergestellt. Dort und in Sava (Slowenien) befanden sich zwei Semperit-Tochterfirmen, die Anfang der 1980er Jahre ebenfalls in den Continental-Konzern eingebracht worden waren. Am 18. Dezember 2009 wurde in Traiskirchen die letzte Produktionsschicht für Mischungsherstellung gefahren, nur für Abrissarbeiten wurden in der Folge noch 30 Mitarbeiter über ein halbes Jahr beschäftigt.
Continental hält bis heute die Markenrechte am Namen „Semperit“.

### Semperit nach 2009
Im Oktober 2012 vereinbarte Semperit die Übernahme von 47,3 % der Latexx Partners Berhad, die in 6 Werken in Kamunting, Malaysia jährlich 6 Mrd. Handschuhe aus Latex und Nitril herstellt und von Semperits Vertriebsnetz profitieren wird.
Anfang Juli 2013 gab Semperit bekannt, dass über 95 % der Anteile in ihrem Besitz sind.
Im Jänner 2020 gab das Unternehmen bekannt, sich vom Medizingeschäft zu trennen, man wolle sich künftig auf den Sektor Industrie konzentrieren. Semperit beschäftigte weltweit 3.000 Mitarbeiter im Medizingeschäft, die Sparte machte ein Drittel des gesamten Semperit-Umsatzes aus. In Wimpassing sind vom Verkauf rund 100 Mitarbeiter betroffen. Im Dezember 2022 wurde der Verkauf des Unternehmensbereichs Sempermed um 115 Millionen Euro an Harps Global bekannt. Davon ausgenommen wurde die Produktion in Wimpassing.

## Kennzahlen
| Jahr                | 2007  | 2008  | 2009  | 2010  | 2011  | 2012  | 2013   | 2014  | 2015  | 2016  | 2017  | 2018  | 2019  | 2020  | 2021    | 2022     | 2023  |
| ------------------- | ----- | ----- | ----- | ----- | ----- | ----- | ------ | ----- | ----- | ----- | ----- | ----- | ----- | ----- | ------- | -------- | ----- |
| Umsatz in Mio. Euro | 607,8 | 655,3 | 588,1 | 689,4 | 820,0 | 829,0 | 906,3  | 930,4 | 914,7 | 852,4 | 874,2 | 878,5 | 840,6 | 927,6 | 1.182,2 | 1.058,20 | 721   |
| Mitarbeiter         | 7.118 | 7.064 | 6.649 | 7.008 | 7.833 | 8.305 | 10.276 | 6.888 | 7.053 | 6.974 | 6.838 | 6.773 | 6.902 | 6.943 | 6.948   | 6.528    | 4.600 |

## Börse und Aktionäre
Die Aktien notieren als eine der ältesten an der Wiener Börse, aber auch in Frankfurt, Berlin-Bremen und Stuttgart. 54,2 % der Aktien hält die B&C-Gruppe, die operative Holdinggruppe der B&C Privatstiftung.